# Almeria (bướm đêm)
Almeria là một chi bướm đêm thuộc họ Geometridae.

## Các loài
- Almeria kalischata (Staudinger, 1870)